# Michałów-Reginów

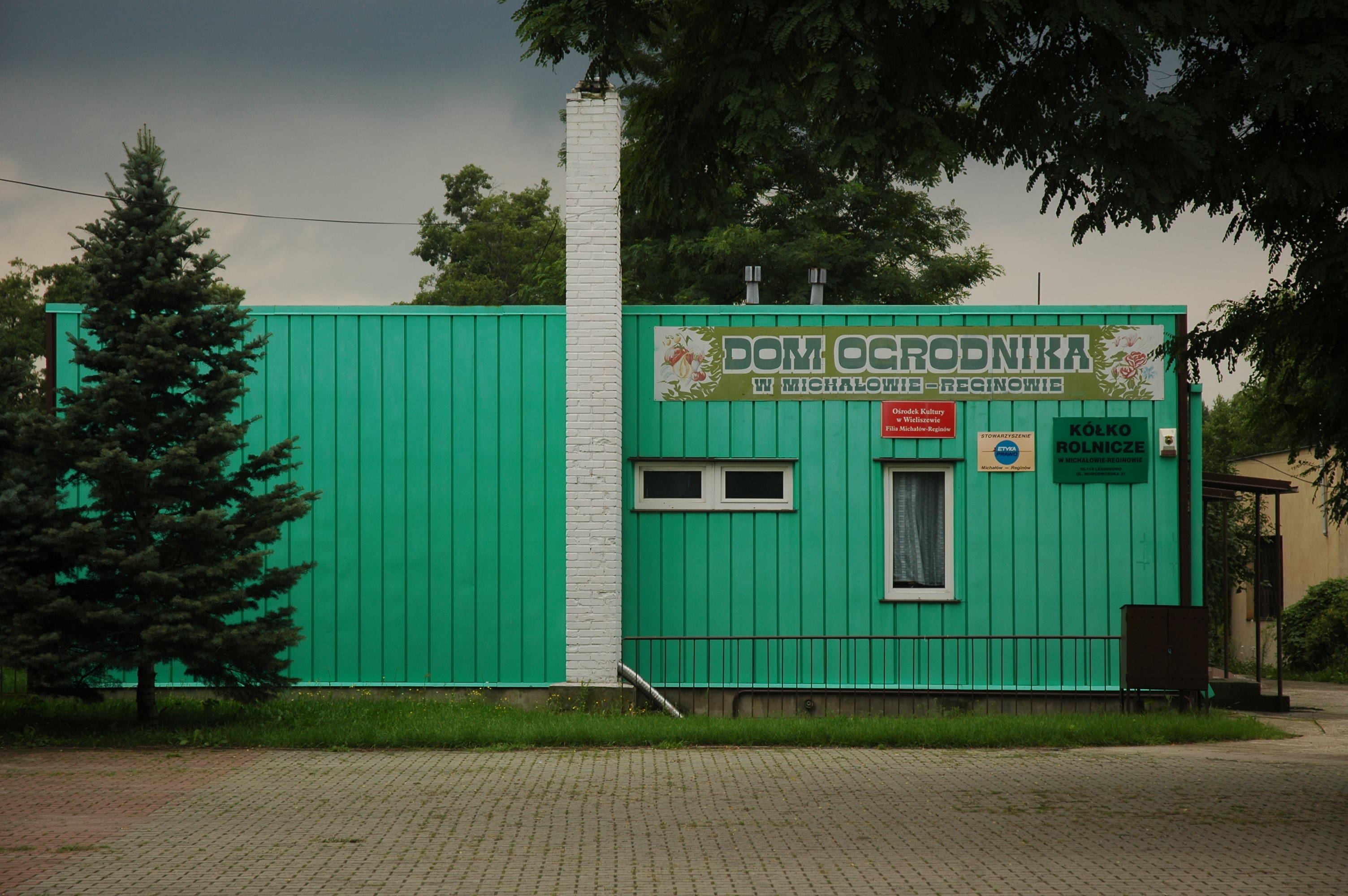
Dom Ogrodnika - Wieliszewska filia Ośrodka Kultury w Michałowie-Reginowie. W budynku znajduje się również biblioteka publiczna

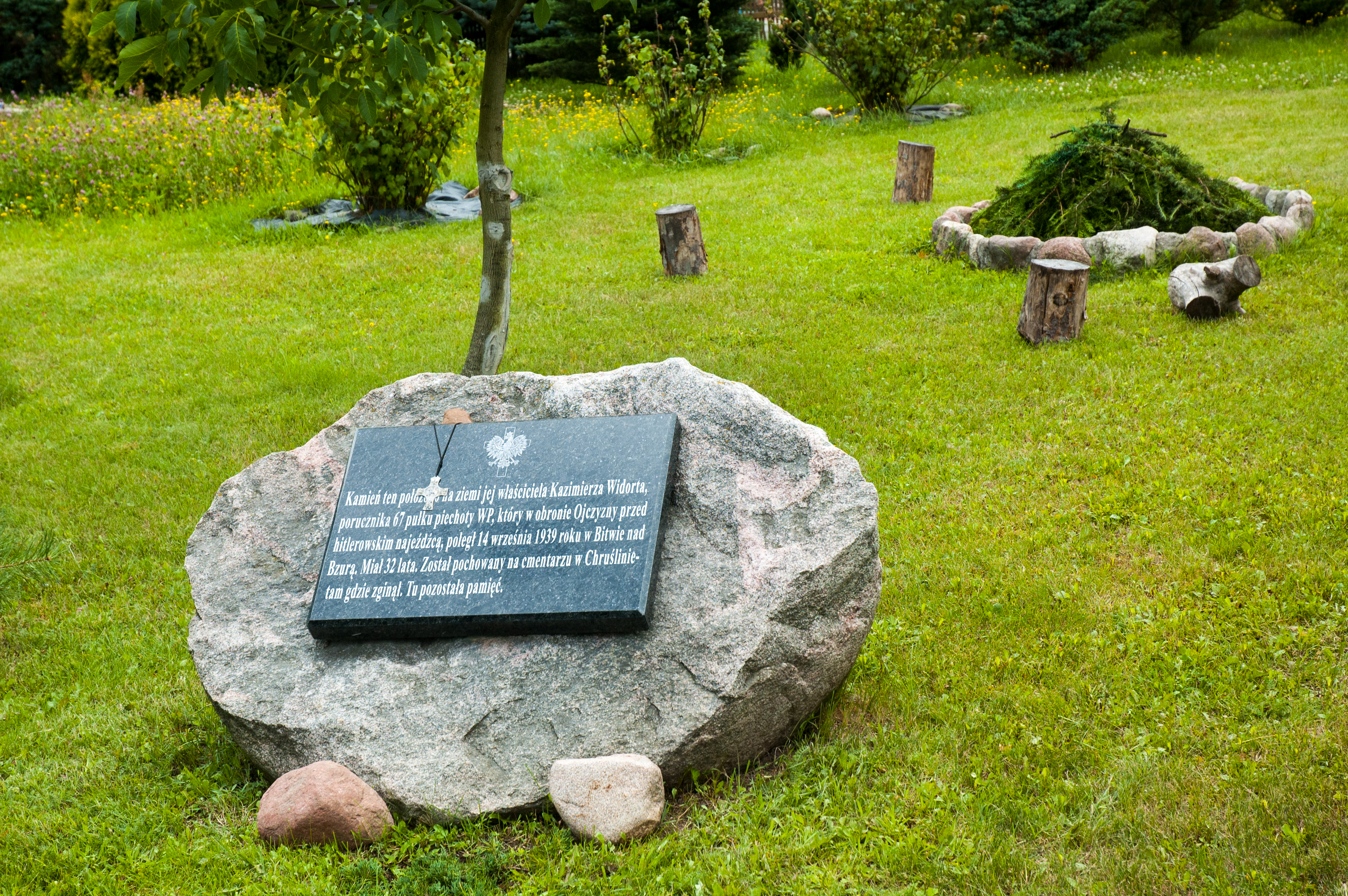
Kamień upamiętniający Kazimierza Widorta

Michałów-Reginów – wieś sołecka w Polsce położona w województwie mazowieckim, w powiecie legionowskim, w gminie Wieliszew (do 31 grudnia 2007 w gminie Nieporęt).
| SIMC    | Nazwa             | Rodzaj    |
| ------- | ----------------- | --------- |
| 1054297 | Wieliszew-Kolonia | część wsi |

W granicach wsi znajduje się także dawna osada Kwietniówka.
W latach 1975–1998 miejscowość administracyjnie należała do województwa warszawskiego.

## Historyczne położenie i wielkość miejscowości
Michałów wieś i folwark w powiecie warszawskim, gminie Jabłonna, parafia Wieliszew. W odległości 17 wiorst od Warszawy w pobliżu Narwi. W 1827 roku istniało w Michałowie 29 domów, zamieszkanych przez 253 mieszkańców. Folwark Michałów z nomenklaturą Owczarnia i wsią Łajsk. Obszar wynosi 1535 mórg, w tym grunty orne i ogrody 544, łąki 147, pastwiska 35, las 763, zarośla 6, woda 7, nieużytki i place 33. Budynków murowanych 1, z drzewa 16. Płodozmian 8 i 10 polowy.
W 1819 roku przez wieś wybudowano trakt koweński (dziś ul. Warszawska) przez Dyrekcję Dróg i Mostów Królestwa Polskiego pod kierownictwem Ksawerego Christiani. W tym roku przy trakcie istniał zajazd i karczma.
W miejscowości znajdują się dwa posterunki ruchu kolejowego, oba na linii kolejowej nr 10 (Legionowo - Tłuszcz):
- przystanek osobowy Michałów Reginów
- stacja kolejowa Wieliszew.